# Gregorius av Tours

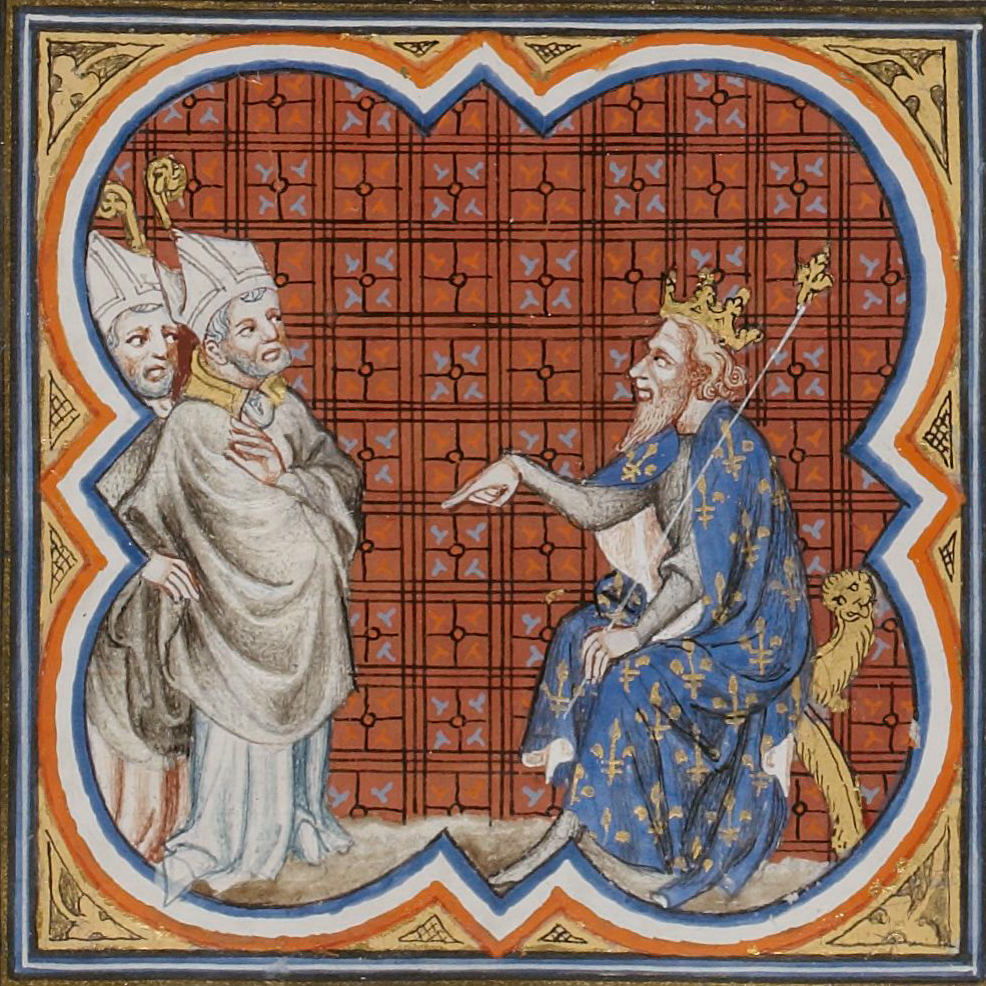
Gregorius och Salve inför kung Chilperik I. Illuminerad handskrift, Grandes Chroniques de France de Charles V.

Gregorius av Tours (egentligen Georgius Florentius), född 538 eller 539 i Clermont-Ferrand, död 17 november 593 eller 594, var en gallo-romersk historiker och biskop av Tours. Romersk-katolska kyrkan vördar honom som helgon, och hans festdag infaller den 17 november. 
Gregorius namn är framför allt förknippat med hans krönika Frankerkrönikan samt hans hagiografi över Martin av Tours.

## Biografi
Gregorius tillhörde en framstående gallo-romersk släkt. Hans förfader på mödernet, som också hette Gregorius, var biskop av Langres, och hans morbroder Gallus var biskop av Clermont. Sedan Gregorius far avlidit fick den senare hand om hans utbildning och fostran. Gregorius beslutade sig för att inträda i kyrkans tjänst efter att han tillfrisknat från en svår sjukdom. När modern flyttade till Burgund, stannade han därför i Clermont, trots att släktingen då hade dött. 573 efterträdde han Eufronius som biskop av Tours, vilket han kvarblev som till sin död. Hans konsekrering i Rom är omskrivet av Fortunatus.
Gregorius av Tours mest omtalade verk är Historia Francorum (Frankerkrönikan) men han är också känd för att ha skrivit om helgonens mirakel. Så snart han blivit biskop började han sin hagiografi över Martin av Tours, vars grav han hade vården om. Han fortsatte med legender om aposteln Andreas mirakler, kyrkofädernas liv, författade en bok om kyrkohistoria, samt återgav legender om ett flertal helgon. Hans största verk är dock Historia Francorum, i tio böcker. Den börjar med skapelseberättelsen och fortsätter till hans egna dagar, och uppehåller sig särskilt vid merovingerna och de frankiska kungarna. Som historisk källskrift är Historia Francorum färgrik och mångfacetterad. Den är dock ett beställningsarbete och därför inte nämnvärt objektiv, vilket måste tas med i bedömningen.
Hans negativa inställning till arianism, hedningar och judar bör ses ur hans katolska bakgrund och den tidens (500-talet) generella inställning.